# Luigi Amato
Luigi Amato, italijanski general, * 1883, † 1964.